# Festuca boissieri
Festuca boissieri là một loài thực vật có hoa trong họ Hòa thảo. Loài này được Amo mô tả khoa học đầu tiên năm 1861.